# Râul Stroiești, Mogoșu
Râul Stroiești este un curs de apă, afluent al râului Mogoșu. 

## Hărți
- Hărta Munților Lotrului  Arhivat în 6 mai 2008, la Wayback Machine.
- Harta județului Sibiu